# Иоганн Генрих (маркграф Моравии)
Иоганн Генрих (нем. Johann Heinrich), Ян Йиндржих (чеш. Jan Jindřich; 12 февраля 1322, Мельник, Чешское королевство — 12 ноября 1375, Брно, Чешское королевство) — маркграф Моравии с 1349 года, граф Тироля в 1335—1341 годах, из Люксембургской династии.

## Биография
Иоганн Генрих был третьим сыном короля Чехии Яна Люксембургского и Елизаветы Пржемысловны, дочери чешского короля Вацлава II. Старший брат Иоганна Генриха Карл IV стал в 1346 году королём Германии и, позднее, императором Священной Римской империи.
В 1330 году Иоганн Генрих, которому было лишь восемь (по другим данным семь) лет, женился на Маргарите, наследнице Тирольского графства. Это был династический союз, заключённый с целью прекращения длительной борьбы между Люксембургской и Горицко-Тирольской династиями за чешский престол. Он мог обеспечить присоединение Люксембургами обширных владений тирольских графов в южной Германии (включая Каринтию и Крайну). Однако, когда в 1335 году Маргарита Тирольская унаследовала престол после смерти своего отца, Ян Люксембургский, поглощённый итальянскими авантюрами, не смог утвердить свою власть в её владениях. В результате Каринтия и Крайна отошли к австрийским Габсбургам, а Маргарите и Иоганну Генриху остался лишь Тироль.
Правление Иоганна Генриха в Тироле продолжалось недолго: в 1341 году он был изгнан своей женой из графства, а вскоре Маргарита вышла замуж за Людвига V Баварского. Хотя Люксембургам удалось организовать массированную пропагандистскую кампанию против Маргариты, с привлечением папы римского, отлучившего Маргариту от церкви и объявившего её самой уродливой женщиной в истории, Тироль был потерян для Иоганна Генриха.
В 1349 году, после вступления Карла IV на престол Чехии, Иоганн Генрих получил от своего старшего брата в апанаж Моравию. В качестве маркграфа Моравии Иоганн Генрих находился полностью под контролем своего более выдающегося старшего брата и не проводил независимую от Чехии внешнюю политику.
В 1350 году он женился во второй раз на Маргарите, дочери князя Опавского, от которой имел несколько детей, в том числе и будущего германского антикороля Йоста Люксембургского.
Умер 12 ноября 1375 года, в Брно, и был похоронен в пресвитерии костёла Святого Томаша.

## Брак и дети
- (1330, разв. 1349) Маргарита (1318—1369), графиня Тироля
- (1350) Маргарита (1330—1363), дочь Микулаша II, князя Опавского
  - Йост (1351—1411), маркграф Моравии (c 1375) и Бранденбурга (с 1388), антикороль Германии (с 1410)
  - Екатерина (1353—1378), замужем (1372) за Генрихом, герцогом Фалкенберга
  - Прокоп (1355—1405), маркграф Моравии (с 1375)
  - Ян Собеслав (1356—1394), патриарх Аквилеи (с 1387)
  - Елизавета (ум. 1400), замужем (1366) за Вильгельмом I, маркграфом Мейссена
  - Анна (ум. 1405), замужем за Петром из Штернберка
- (1364) Маргарита Габсбург (1346—1366), дочь Альбрехта II, герцога Австрии
- (1366) Елизавета Оттинген (ум. 1409)